# Girls (песма групе The Prodigy)
Girls је шеснаести сингл британског бенда The Prodigy. Прво издање појавило се у облику 12" винил плоче 30. августа 2004. године. То је био други сингл са албума Always Outnumbered, Never Outgunned.
Видео-спот за сингл режирали су Мет Кук (Mat Cook) и Џулијан Хаус (Julian House). На њему се налазила експериментална компјутерска графика са разним психоделичним темама.

## Списак песама

### XL recordings

#### 12" винил плоча
A1. Girls (4:06)
B1. More Girls
B2. Under My Wheels (Original Mix)

#### CD сингл
1. Girls (4:14)
2. More Girls
3. Under My Wheels (Original Mix)